# Nationalsånger - Hymner från Vågen och EPAs torg
Nationalsånger - Hymner från Vågen och EPAs torg är en hyllningsplatta till Nationalteatern, inspelad 2002.

## Låtförteckning
1. "Sent en lördagskväll" (Framförs av Hellacopters)
2. "Bängen trålar" (Framförs av The Soundtrack of Our Lives & Nina Persson)
3. "Jack the Ripper" (Framförs av Backyard Babies)
4. "Kolla kolla" (Framförs av The Ark)
5. "En dag på sjön" (Framförs av Pelle Ossler)
6. "Barn av vår tid" (Framförs av Fjodor, Dogge Doggelito & The Diamond Dogs)
7. "Lägg av" (Framförs av Lok)
8. "Hanna från Arlöv" (Framförs av Lisa Miskovsky & Christian Kjellvander)
9. "Speedy Gonzales" (Framförs av Stefan Sundström & Weeping Willows)
10. "Aldrig mera krig" (Framförs av Bob Hansson & Moder Jords Massiva)
11. "Men bara om min älskade väntar" (Framförs av Uno Svenningsson & Sophie Zelmani)
12. "Ut i kylan" (Framförs av MLB & Ulf Dageby)
13. "Popens Mussolinis" (Framförs av Regina Lund & Conny Bloom)
14. "Livet är en fest" (Framförs av Lambretta)